# Odin Wolff Tidemand
Odin Wolff Tidemand (9. februar 1822 i København – 6. september 1897 i Sletten) var en dansk præst, seminarieforstander og politiker.
Han var søn af krigskancellisekretær, institutsbestyrer Odin Tidemand og Pouline Wilhelmine Marie f. Sommer (tidligere gift Engelsen), blev 1838 student med udmærkelse fra Metropolitanskolen, 1843 adjunkt ved Vordingborg lærde Skole og 1846 i Nykøbing Falster. 1850 konstitueredes og det næste år ansattes han som sognepræst for Stenbjerg i Angel, 1853 blev han hovedpræst for Kristkirken i Tønder, konstitueret provst for Tønder og Løgumkloster Amter, medlem af det teologiske eksamenskollegium for Slesvig og af direktionen for Tønder Seminarium. 1856 blev han provst for Tønder Provsti og 1860 sognepræst for Kregme og Vinderød på Sjælland. 1864 valgtes han til medlem af Rigsrådets Landsting for 3. kreds, 1873 forflyttedes han til Skuldelev og Selsø, og 1878 blev han forstander for Jonstrup Seminarium. Han tog sin afsked 1895 og døde på sin villa i Sletten ved Helsingør 6. september 1897.
Han ægtede 1844 Maria Nicoline Dorothea Erikson (1821-1888), datter af prokurator og mægler H.N. Erikson i Christiansted på St. Croix, og 1890 Vilhelmine Laura Caroline Rosenvinge (1831-1902), datter af sparekassekasserer J.B. Rosenvinge i Ringkjøbing. 6. oktober 1856 var han blevet Ridder af Dannebrog og 7. april 1883 Dannebrogsmand.
Tidemand deltog 1857 i den evangeliske alliances møde i Berlin, hvor han forsvarede sprogordningen i Slesvig; ligeledes har han deltaget i svenske og skandinaviske skolemøder. Han har i forskellige tidsskrifter skrevet om kirke-, skole- og fattigvæsenet. Som seminarieforstander var han en sjælden kundskabsrig og dygtig lærer. Han lagde mere, end tilfældet i almindelighed har været på seminarierne, en stærk vægt på formen og den ydre disciplin, og de gode virkninger deraf mærkedes også efter hans afgang.